# Umiar Mavlikhànov
Umiar Mavlikhànov   (Moscou, 24 de setembre de 1937 - Moscou, 14 de juliol de 1999) va ser un tirador d'esgrima rus, especialista en sabre, que va competir sota bandera de la Unió Soviètica durant les dècades de 1950 i 1960.
El 1960 va prendre part en els Jocs Olímpics d'Estiu de Roma, on fou cinquè en la prova de sabre per equips del programa d'esgrima. Quatre anys més tard, als Jocs de Tòquio, va disputar dues proves del programa d'esgrima. En la prova de sabre per equips guanyà la medalla d'or, mentre en la del sabre individual guanyà la de bronze. El 1968, a Ciutat de Mèxic, disputà els seus tercers, i darrers, Jocs Olímpics. Guanyà una nova medalla d'or en la prova del sabre per equips, mentre en la del sabre individual fou setè.
En el seu palmarès també destaquen nou medalles al Campionat del món d'esgrima, tres d'or, quatre de plata i tres de bronze, entre les edicions de 1958 i 1969, així com una medalla de plata a les Universíades de 1965. El 1963, 1967 i 1968 guanyà el campionat soviètic de sabre individual i per equips.